# Billy J. Kramer
Billy J. Kramer (Liverpool, 19 de agosto de 1943) é um cantor britânico. O auge de sua popularidade foi na década de 1960 quando, empresariado por Brian Epstein, ele teve acesso às composições inéditas de John Lennon e Paul McCartney. Gravando com a banda The Dakotas singles como "I'll Keep You Satisfied", "From a Window", "I Call Your Name" e "Bad to Me", Kramer emplacou diversos hits nas paradas musicais em seu país natal e nos Estados Unidos.